# 毛利山城
毛利山城（もうりやまじょう）、または牛ヶ鼻砦（うしがはなとりで）は、岐阜県美濃加茂市愛宕山にあった日本の城（山城）。

## 概要
加治田城の南方7キロメートル、JR古井駅北方の飛騨川右岸に面した丘陵（愛宕山）上に位置し、川の断崖絶壁に臨む堅固な山城（要害）であった。
岐阜城主・織田信孝の家老で加治田城主の斎藤利堯が、兼山城主・森長可の不穏な動きに対抗して天正10年（1582年）に築いた。織田信孝も兵を遣わしていた。利堯の重臣・西村治郎兵衛を中心とする加治田衆が城代、城番を行っていた。
加治田・兼山合戦の前哨戦として、当城にて加治田衆と森軍が戦い、森軍の2度の攻撃に落城しなかった。両軍休戦となり、西村治郎兵衛ら加治田衆は本城の加治田城攻城戦のため引き揚げ、空となった砦は同年7月3日（1582年8月1日）に各務元正らの森軍が占拠した。
その後、森長可の領地加増のため城を統合し、加治田城と共に廃城となった。

## 現在
城跡は「こびの天狗山」と呼ばれる宗教団体・荒薙教の本部敷地となっている。曲輪と空堀、石垣が残り説明板がある。眼下に飛騨木曽川国定公園の飛騨川を望む景勝地となっている。